# Ẩm thực Mỹ

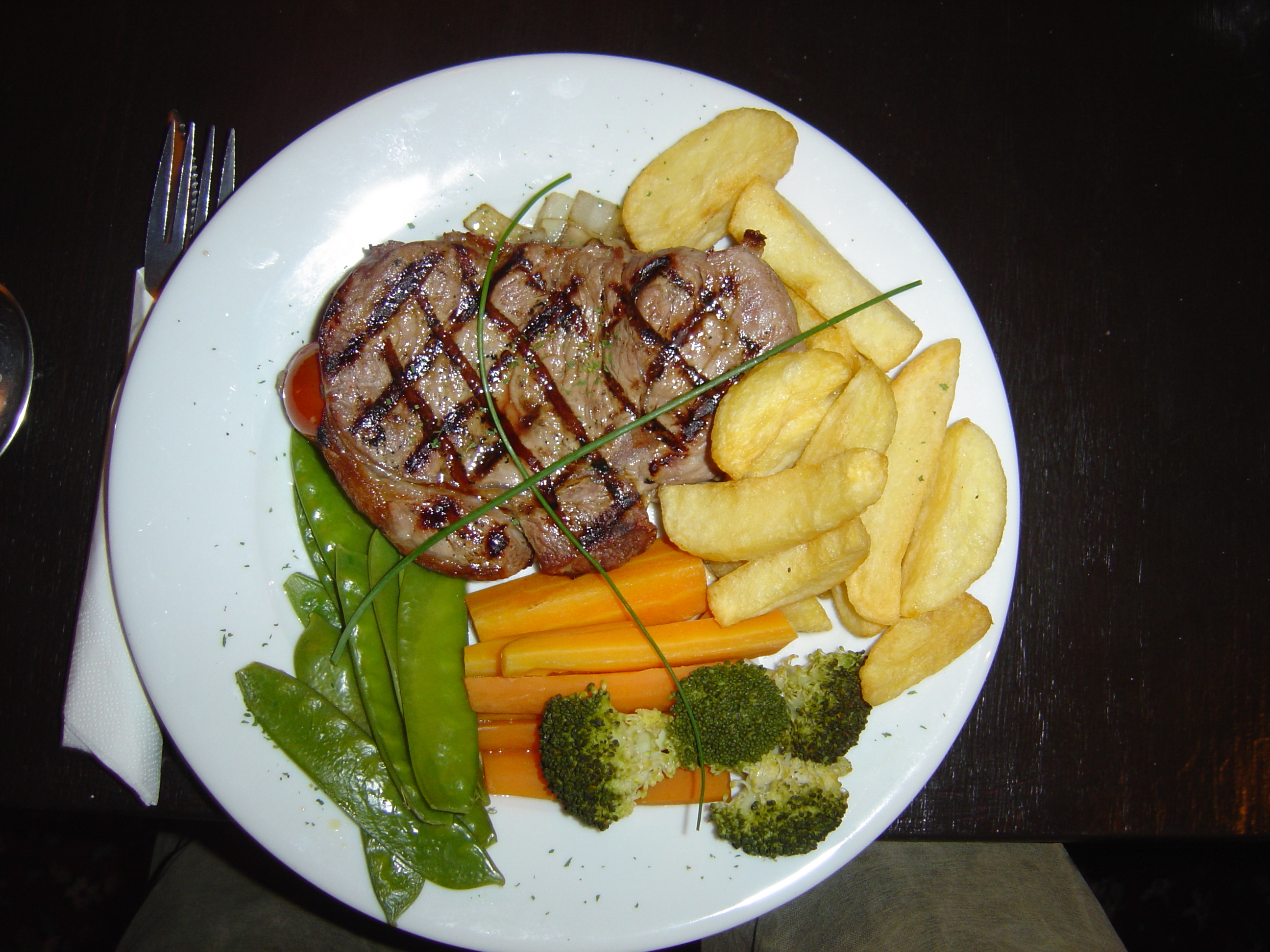
Bữa tối với thịt thăn bò ăn cùng hành áp chảo, khoai tây chiên, bông cải xanh, cà rốt, và snow pea, trang trí với hành tăm.

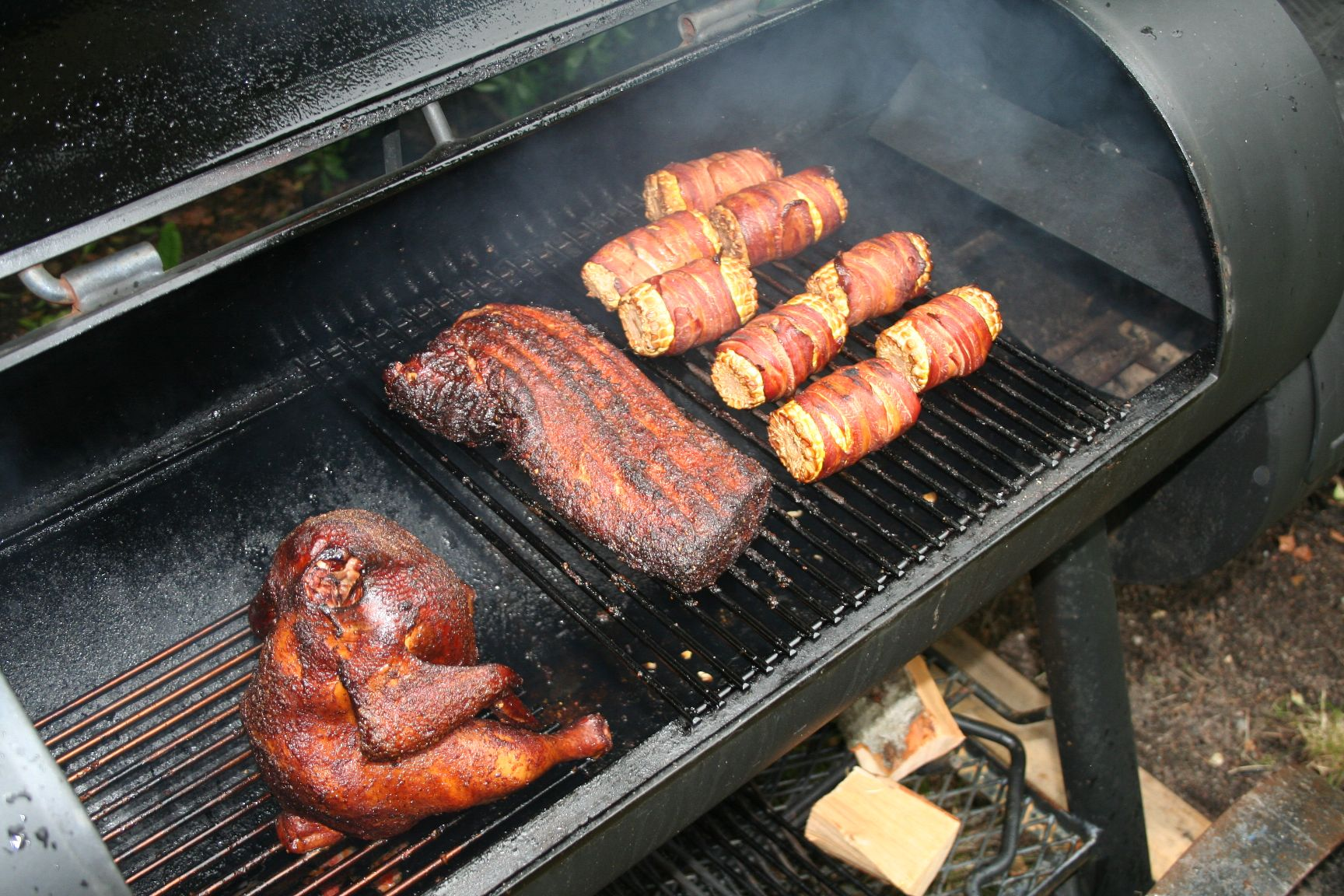
Thịt gà, thịt lợn và bắp ngô được nướng trên một lò nướng barbecue.

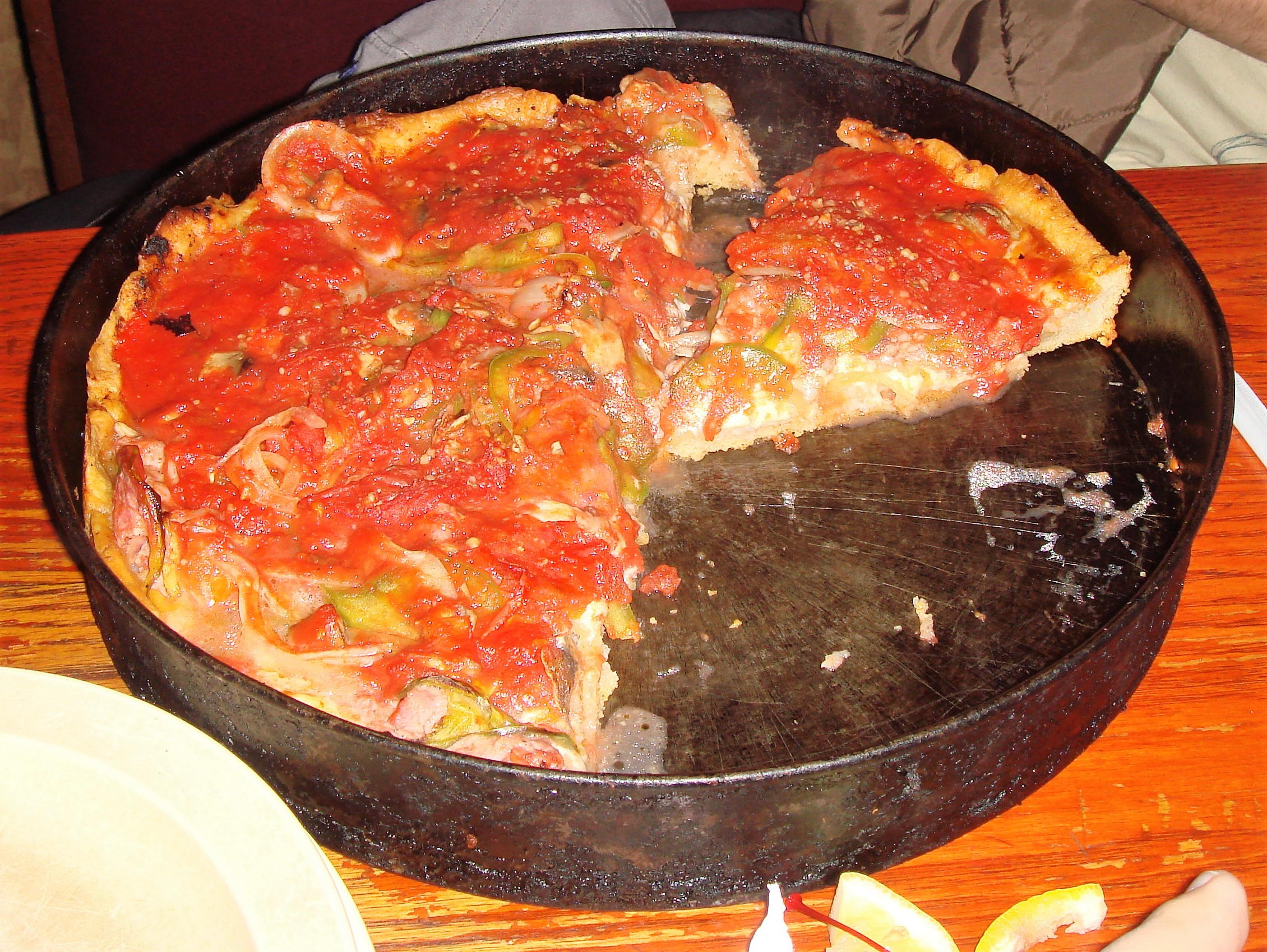
Pizza đĩa sâu theo phong cách Chicago.

Ẩm thực Mỹ là cách chế biến món ăn có nguồn gốc từ Hoa Kỳ. Thực dân châu Âu tại châu Mỹ đã đưa đến đây và giới thiệu một số thành phần và phong cách nấu nướng. Các phong cách khác nhau đã tiếp tục phát triển trong thế kỷ 19 vào 20, tương xứng với dòng người nhập cư từ nhiều quốc gia khác.